# Feuillanten
Die Feuillanten (französisch Feuillants, lateinisch Fulienses) waren eine Reformbewegung im Umfeld der Zisterzienser, die 1574 von Jean de la Barrière (1544–1600) in Les Feuillants in Südfrankreich begründet wurde, um Tendenzen zur Verweltlichung innerhalb des Ordens entgegenzuwirken. Sie wurde 1581 von Gregor XIII. bestätigt.

## Geschichte der Kongregation
Die Zisterzienser gründeten 1145 eine Abtei in der Diözese Rieux, heute Toulouse, die sie Fuliens nannten, später Les Feuillans oder Notre-Dame des Feuillans, alles Varianten vom lateinischen folium, Laub. Bald ergab sich die Bezeichnung Feuillants für die Mönche und Nonnen dieser Abtei. Eine Milderung der Observanz begann sich bei den Zisterziensern von Fuliens zu verbreiten. Zudem wurde im 16. Jahrhundert ihr Kloster von unwürdigen Mönchen bevölkert. Jean de la Barrière initiierte in der Folge eine Reform.
Zwölf Mönche weigerten sich, die Reform anzunehmen, und suchten de la Barrière zu vergiften. Sie scheiterten jedoch und verließen bald darauf die Abtei; fünf Mönche blieben dem Kloster erhalten. Der kleine Rest begann, streng nach dem Literalsinn der Benediktsregel zu leben und in manchen Punkte über die Regel hinauszugehen. Die Feuillanten verzichteten auf Wein, Fisch, Eier, Butter, Salz und alle Gewürze. Ihre Nahrung bestand nur noch aus Gerstenbrot, in Wasser gekochten Kräutern und Haferbrei. Zudem wurden im Refektorium die Tische beseitigt: gegessen wurde kniend auf dem Boden. Den Zisterzienserhabit behielten sie, verweilten fortan aber bloßen Hauptes und barfüßig im Kloster. Geschlafen wurde auf dem Boden oder auf Brettern, als Kissen verwendeten sie Steine. Der Schlaf wurde auf vier Stunden begrenzt. Stille und Handarbeit wurden in Ehren gehalten.
Die Gemeinschaft wuchs schnell durch den Beitritt von für die Reform glühenden Postulanten. 1581 erhielt Barrière von Papst Gregor XIII. die Bestätigung, durch die die Feuillants eine eigenständige Kongregation wurde. Trotz des Widerstands der Äbte und des Generalkapitels von Cîteaux wuchs die Reform stark. 1587 rief Papst Sixtus V. die Feuillants nach Rom, wo er ihnen die ehrwürdige Kirche Santa Pudenziana anvertraute. Im selben Jahr erhielten sie von Heinrich III., König von Frankreich, das Kloster St. Bernard in Paris. Nach einer nicht minder strengen Observanz hatte Barrière auch eine Kongregation von Nonnen, genannt Feuillantinnen oder Fulienserinnen, gestiftet.
1590 kam es vor dem Hintergrund politischer Konflikte in Frankreich zu einer Spaltung der Kongregation. Während Barrière loyal zu König Heinrich III. stand, unterstützte die Mehrheit seiner Mitbrüder das Bündnis der königskritischen Heiligen Liga. Nach zwischenzeitlicher Absetzung wurde der Reformabt kurz vor seinem Tod 1590 durch die Bemühungen des Kardinals Bellarmin wiedereingesetzt.
1595 entzog Papst Clemens VIII. die Reform der Jurisdiktion des Generalkapitels und erlaubte den Feuillanten neue Konstitutionen auszuarbeiten, die einige Abschwächungen der anfänglichen Strenge einführten. 1598 nahmen die Feuillants Besitz von einem zweiten Kloster in Rom, San Bernardo alle Terme. Bald stieg die Zahl der Feuillanten-Klöster in Frankreich und Italien auf bis zu 60.
1630 teilte Papst Urban VIII. die Kongregation in zwei voneinander unabhängige Zweige: in Frankreich bestand nun die Congregation de Notre Dame de Feuillants, der sich bis zur Zeit der Französischen Revolution blühend erhielt. In Italien hieß die neue Kongregation I Riformati di San Bernardo (die Reformierten des hl. Bernhard). Jede hatte ihr eigenes Generalkapitel und den eigenen Generalabt. 1634 modifizierten die Feuillanten von Frankreich und 1667 die Feuillanten von Italien ihre Konstitutionen von 1595.
Das Ordensgewand war bei beiden gleich: weiße Kutte ohne Skapulier, große, ebenfalls weiße Kapuze und weißer Gürtel, bei den Laienbrüdern ein Strick, den sie auch im Chor nicht ablegten; ein Hut wurde nur auf Reisen erlaubt.
1791, zur Zeit der Verfolgung der Ordensleute in Frankreich, besaßen die Feuillanten 24 Abteien in Frankreich. Fast alle Religiosen wurden aufgrund ihres Bekenntnisses vertrieben oder erlitten das Martyrium. Die Feuillanten in Italien vereinten sich schließlich mit dem Orden von Cîteaux.
Bekannte Ordensmitglieder waren u. a. Bernard de Montgaillard (1563–1628), ab 1605 Abt und Reformator des Klosters Orval in Belgien; Antoinette von Orléans-Longueville (1572–1618), Jean Goulu; Giovanni Bona, Pionier der neuzeitlichen Liturgiewissenschaft, geistlicher Schriftsteller und Kardinal (gest. 1674), Gabriele de Castello (gest. 1687), General des italienischen Zweiges, der ebenfalls den Kardinalshut empfing; Charles de Saint-Paul, erster General der Feuillants Frankreichs, später Bischof von Avranches, der 1641 die „Geographia Sacra“ veröffentlichte; unter den Theologen Pierre Comagère (gest. 1662), Laurent Apisius (gest. 1681) und Carlo Giuseppe Morozzi (Morotius), Verfasser der wichtigsten Geschichte des Ordens (Cistercii reflores centis … chronologica historia).
Das ehemalige Kloster der Feuillanten in Paris bildete während der Revolution den Versammlungsort des nach ihm benannten politischen Klubs der Feuillants, der eine Staatsverfassung nach dem Muster der englischen anstrebte, aber am 28. März 1791 aufgelöst wurde.

### Feuillantenklöster

#### Frankreich
- Aix-en-Provence. 1658 (Pierre S. 477, Bazy)
- Amiens. 1620: Saint-Bernard (Peugniez S. 303)
- Aspet. (Pierre S. 131)
- Bégrolles-en-Mauges. 1642: Kloster Bellefontaine (Peugniez S. 274)
- Blérancourt Saint-Bernard (Peugniez S. 289)
- Bordeaux. 1588: Saint-Antoine (Peugniez S. 42)
- Bunetot, siehe Ectot-l’Auber
- Châtillon-sur-Seine. 1620: Kloster im Hause von Tescelin de Fontaine und Aleth von Montbard, Eltern des heiligen Bernhard von Clairvaux
- Ectot-l’Auber. 1611–1621: Notre-Dame de Nazareth à Bunetot ou Bennetot (Peugniez S. 266, Pierre S. 177)
- Fontaine-lès-Dijon. 1614: Feuillantenkloster Fontaine (Peugniez S. 65)
- Labastide-Clermont. 1573/1586: Kloster Les Feuillants = Notre-Dame de Charité (Peugniez S. 218, 140)
- Le Plessis-Grimoult. 1614: Prieuré Saint-Étienne du Plessis-Picquet
- Limoges. 1622: Saint-Martin (Peugniez S. 195, Pierre S. 181, Bazy)
- Lyon. 1619 bis 1791: Feuillantenkloster Lyon (Peugniez S. 349)
- Marseille. 1647 (Peugniez S. 323, Pierre S. 188, Bazy)
- Mériel. 1630: Kloster Notre-Dame du Val (Peugniez S. 172)
- Micy-Saint-Mesmin. 1608, heute: Saint-Pryvé-Saint-Mesmin bei Orléans (Peugniez S. 114)
- Frauen Montesquieu-Volvestre. 1588–1599, dann Toulouse (Peugniez S. 219)
- Muret (Pierre S. 131)
- Ouville-l’Abbaye. 1603: Notre-Dame (Peugniez S. 267, Pierre S. 177, Bazy)
- Paris. 1587: Saint Bernard in der Rue St Honoré (Peugniez S. 156)
- Frauen Paris. 1622: Feuillantinnen Notre-Dame de la Charité, Rue St. Jacques (Peugniez S. 157)
- Paris. 1633: Anges-Gardiens. Rue de l’Enfer (Pierre S. 570, Bazy)
- Poitiers. Saint Bernard (Peugniez S. 316)
- Rouen. 1616: Saint-Pierre (Peugniez S. 267)
- Selles-sur-Cher. 1612: Saint Eusice (Peugniez S. 112)
- Soissons. 1626: Saint-Bernard (Peugniez S. 294)
- Toulouse. 1595: Saint-Benoît (Peugniez S. 219)
- Frauen Toulouse. 1599: Sainte Scolastique (Peugniez S. 219)
- Tours. 1619: Saint-Louis Saint-Martin (Peugniez S. 111)
- Tulle. 1620: Saint-Martial/Saint Marcel (Peugniez S. 193)

#### Italien
- Abondance. 1604: (Peugniez S. 353, Pierre S. 326)
- Asti. 1617: Consolata (Peugniez S. 657, Pierre S. 325)
- Brisighella. San Bernardo (vor 1630, Peugniez S. 636, Pierre S. 314)
- Chambéry. 1603: Lémenc (oder 1583 oder 1616, Peugniez S. 349, Pierre S. 327)
- Farigliano. 1647: Santa Maria delle Grazie di Mellea (Peugniez S. 660)
- Fiorenzuola d’Arda. 1606: San Giovanni Battista (Peugniez S. 638, Pierre S. 313)
- Florenz. 1616: Santa Maria della Pace (Pierre S. 313)
- Genua. 1615: San Bernardo alla Foce (Pierre S. 313)
- Genua. 1629: San Bernardo del Voto in Genua (Peugniez S. 643)
- L’Aquila. 1613: Santa Maria del Refugio (Peugniez S. 676, Pierre S. 313)
- Lucca. 1593 (Pierre S. 311)
- Moncalieri. 1617: Santa Maria di Testona in (Peugniez S. 666, Pierre S. 324)
- Montegrosso d’Asti. 1604: Santa Maria dell’Intercessione in (Peugniez S. 661)
- Neapel. 1621: San Carlo Maggiore (Peugniez S. 726, Pierre S. 313–314)
- Novalesa. 1616: (Peugniez S. 661)
- Perugia. 1615: San Giovanni Battista (Peugniez S. 703, Pierre S. 313)
- Pinerolo. 1590: Santa Maria del Verano in Abbadia Alpina (Peugniez S. 661–662, Pierre S. 317–318) http://www.sanverano.it/lastoria.html
- Pralormo. Santuario della Beata Vergine della Spina (Peugniez S. 664)
- Rom. 1587: San Bernardo ad colummam Traiani (Peugniez S. 691, Pierre S. 310)
- Rom. 1587: Santa Maria de Monticulis oder in Monticelli (Peugniez S. 692, Pierre S. 310)
- Rom. 1587: Santa Pudenziana (Peugniez S. 693, Pierre S. 310)
- Rom. 1594: San Bernardo alle Terme
- Rom. 1595–1779: Santi Vito, Modesto e Crescenzia al Esquilino (Peugniez S. 693, Pierre S. 310)
- Rom. 1614: San Sebastiano fuori le mura/ad catacumbas (Peugniez S. 693, Pierre S. 312)
- Sacra di San Michele. 1604, gescheitert
- Sant’Oreste. 1588: Einsiedelei bei den Monte-Soratte-Klöstern (Pierre S. 311)
- Sermoneta. 1587–1618, 1635–1807 Kloster Valvisciolo (Pierre S. 310)
- Staffarda. 1607: Santa Maria
- Turin. 1589: Consolata (Peugniez S. 666, Pierre S. 315–317)
- Turin. 1622: San Barnaba in Mirafiori (Peugniez S. 660, Pierre S. 325)
- Turin. San Salvatore (Peugniez S. 666, informationsarm)
- Vercelli. 1622: San Vittore in Asigliano Vercellese (Peugniez S. 667, Pierre S. 325)
- Vicoforte (auch Mondovì). 1596: (Peugniez S. 667, Pierre S. 318–322)